# Ringaregården
Ringaregården är en ort, belägen utefter länsväg M 2099, 1 kilometer norr om Hjärsås i Hjärsås socken i Östra Göinge kommun. Från 2015 avgränsar SCB här en småort.